# Marasmia cochrusalis
Marasmia cochrusalis is een vlinder uit de familie van de grasmotten (Crambidae). De wetenschappelijke naam van deze soort is voor het eerst voorgesteld als Hydrocampa cochrusalis door Francis Walker in een publicatie uit 1859.
Deze soort komt voor in het oostelijk deel van de Verenigde Staten, Cuba, de Dominicaanse Republiek, Puerto Rico, Costa Rica en Brazilië.